# 香港足球聯賽系統
香港足球聯賽是亞洲最歷史悠久的職業聯賽之一。

## 男子足球

### 現時制度
職業聯賽：
- 香港超級聯賽

業餘聯賽
- 香港甲組聯賽
- 香港乙組聯賽
- 香港丙組聯賽

青年聯賽
- 香港超級青年聯賽
- 賽馬會青少年足球聯賽

#### 圖表
2014–15年起的聯賽系統如下：（最後更新為2025–26球季）
| 級別 | 聯賽                                    |
| ---- | --------------------------------------- |
| 1    | 香港超級聯賽 10 隊 – 1 隊降班           |
| 2    | 香港甲組聯賽 14 隊 – 2 隊升班；2 隊降班 |
| 3    | 香港乙組聯賽 16 隊 – 2 隊升班；2 隊降班 |
| 4    | 香港丙組聯賽 16 隊 – 2 隊升班；1 隊出局 |

### 舊制
- 適用於2002–03年至2011–12年球季：

| 級別 | 聯賽                   | 聯賽                     |
| ---- | ---------------------- | ------------------------ |
| 1    | 香港甲組足球聯賽       | 香港甲組足球聯賽         |
| 2    | 香港乙組足球聯賽       | 香港乙組足球聯賽         |
| 3    | 香港丙組（甲）足球聯賽 | 香港丙組（地區）足球聯賽 |

- 適用於2012–13年至2013–14年球季：

| 級別 | 聯賽             |
| ---- | ---------------- |
| 1    | 香港甲組足球聯賽 |
| 2    | 香港乙組足球聯賽 |
| 3    | 香港丙組足球聯賽 |
| 4    | 香港丁組足球聯賽 |

## 盃賽

### 超聯盃賽
- 香港足總盃
- 香港菁英盃

### 甲組、乙組及丙組盃賽
- 香港足總盃初級組

## 非香港球會
在2002–03年球季，香雪制葯成為首家參與香港聯賽的國內球會，首場移師到國內進行的球賽是由「香雪制葯 對 花花」， 於2002年9月22日在增城康威體育場舉行中上演。以後球季陸續有其他國內球會參與香港足球聯賽。
- 香雪製藥（2002–05年）
- 日之泉（2003–05年）
- 南城地產（2003–04年）
- 聯華紅牛（2005–08年）
- 謝菲聯（2008–09年）
- 香雪上清飲（2008–09年）
- 富力R&F（2016–20年）

## 外部連結
- 香港足總官方網頁 （页面存档备份，存于）